# Takunosuke Funakawa
Takunosuke Funakawa (japanisch 船川 琢之介 Funakawa Takunosuke; * 11. Juni 1996 in Akita, Präfektur Akita) ist ein japanischer Fußballspieler.

## Karriere
Takunosuke Funakawa erlernte das Fußballspielen in der Schulmannschaft der Akita Commercial High School. Seinen ersten Vertrag unterschrieb er 2015 bei Blaublitz Akita. Der Verein aus Akita spielte in der dritthöchsten Liga des Landes, der J3 League. Für den Verein absolvierte er drei Ligaspiele. Die Saison 2017 wurde er an Artista Tomi nach Tōmi ausgeliehen. 2018 wechselte er nach Kōchi zum Regionalligisten Kōchi United SC. 2018 und 2019 feierte er mit dem Verein die Meisterschaft der Shikoku Soccer League. 2019 stieg er mit dem Klub in die vierte Liga auf. Im Januar 2021 unterschrieb er in Hirosaki einen Vertrag beim Regionalligisten Blancdieu Hirosaki FC.

## Erfolge
Kōchi United SC
- Shikoku Soccer League: 2018. 2019